# Варшавський музей сучасного мистецтва
Варша́вський музе́й суча́сного мисте́цтва (пол. Muzeum Sztuki Nowoczesnej w Warszawie) — національний музей сучасного мистецтва у столиці Польщі місті Варшава. Створений 29 квітня 2005 року.